# Charles Fiessinger
Charles Fiessinger, né le 5 avril 1857 à Mutzig et mort le 13 mars 1942 à Oyonnax, est un médecin français et anatomiste physiologiste.

## Biographie

### Origines
Il est le fils de Charles Théophile Fiessinger et de Pauline Eugénie Olivier. Il est le père de Noël Fiessinger, de l'académie nationale de médecine.

### Carrière
Il exerce la médecine à Oyonnax et transmettait à l'académie nationale de médecine des notes sur les maladies infectieuses observées sur la population locale : fièvre typhoïde, scarlatine, grippe, diphtérie, érysipèle. Il est médecin de sociétés de secours mutuel pendant une vingtaine d'années. Il est élu membre correspondant de la société médicale de Lyon le 7 mars 1888. Charles Fiessinger est nommé correspondant de l'académie nationale de médecine le 4 février 1896.
La Commission des Épidémies lui avait décerné sa médaille de bronze, puis sa médaille d'or, dont elle avait fait le rappel, n'ayant plus aucune récompense à lui décerner. Il obtient en 1889 le prix de l'Hygiène de l'Enfance et, en 1896, l'Académie le nomme correspondant national sur un rapport très élogieux d'Empis. Il est également deuxième prix de l'académie des sciences (entre 1890 et 1895) et lauréat de la société de médecine de Toulouse (Prix Goumal en 1888 et médaille d'or en 1884). Il exerce à Paris en 1921.
Le 5 mai 1921, il est décoré de la Légion d'honneur.
Charles Fiessinger est intervenu dans les débats sur l'hygiène alimentaire, sur la saccharine, sur le mauvais pain, sur le beurre et l'acide borique.

### Engagement royaliste

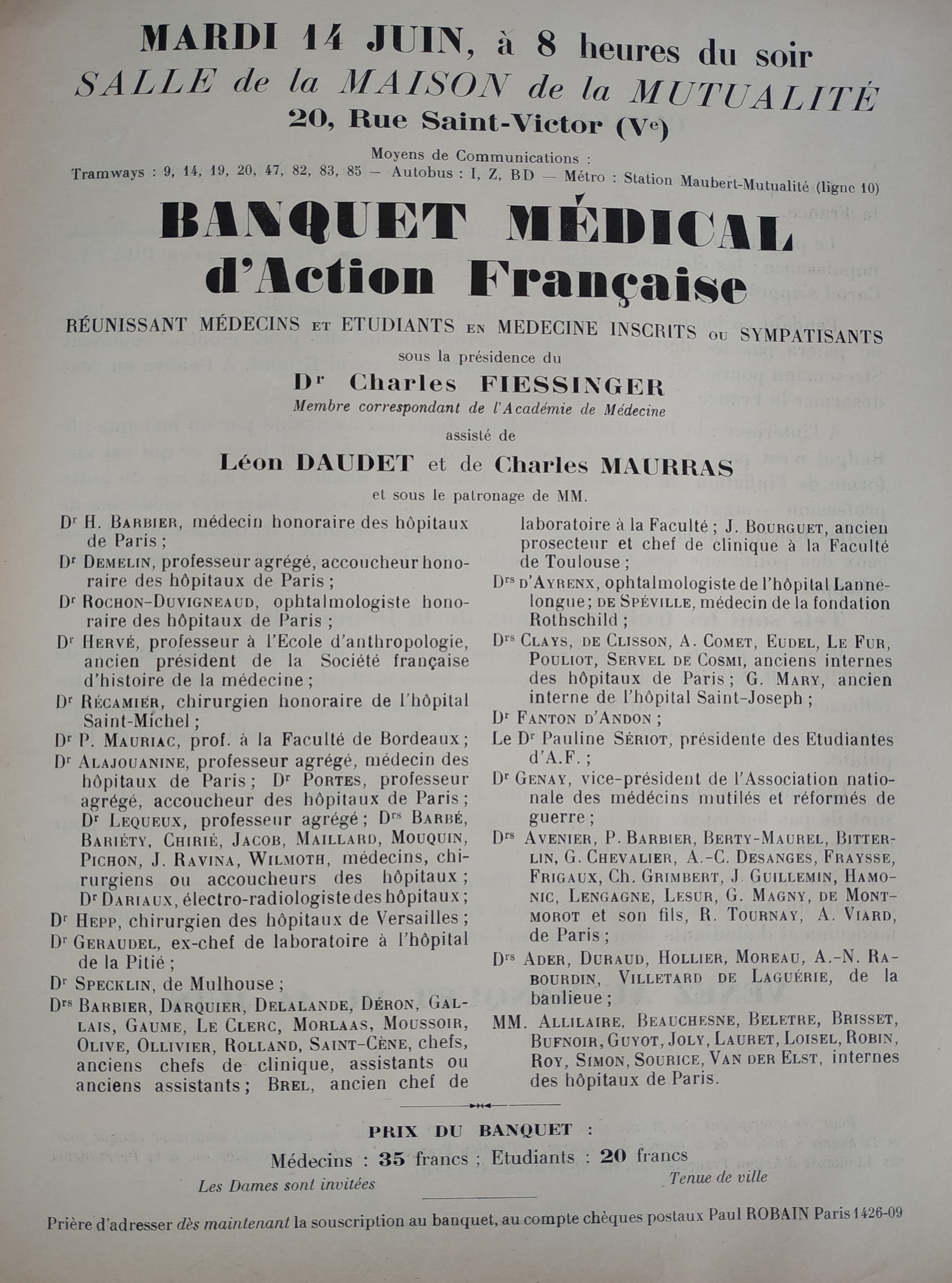
Tract du banquet médical d'Action française du 14 juin 1932 à Paris, présidé par Charles Fiessinger.

Charles Fiessinger est également un militant royaliste de l'Action française de même que son fils,. Il est aussi le médecin personnel de Charles Maurras et le visite lors de sa détention à la prison de la Santé. Il signe plusieurs articles dans L'Action française et Candide. Le 10 décembre 1932, il participe au banquet corporatif des médecins d'Action française aux côtés de Charles Maurras et Léon Daudet.

## Distinctions
- Chevalier de la Légion d'honneur[3]

## Publications
- De l'élimination des éléments sulfurés par les urines (1879)
- La syphilis infantile, conseils donnés aux sages-femmes chargées des vaccinations (1881)
- Note sur les organismes qui peuvent se développer dans les solutions phéniquées (1882)
- Notes cliniques... (1883)
- La Bacille de la tuberculose dans les produits d'expectoration (technique et valeur diagnostique) (1884)
- La Pleurésie diaphragmatique aiguë (primitive et bénigne) (1885)

- La Grippe infectieuse à Oyonnax (Ain), novembre 1888 à avril 1889 (1889)

- De la Valeur pronostique du pouls et de la température dans la pneumonie (1889)

- Note sur une épidémie de septicémie puerpérale d'origine érysipélateuse (1889)
- Relation d'une épidémie de mal de Bright aigu (1890)
- Sur la fièvre typhoïde à forme cardiaque (1890)
- Le Mal de Bright épidémique et la scarlatine à Oyonnax et dans les environs (1891)
- Sur l'hyperthermie au début de la phtisie aiguë (1891)
- Sur la myélite grippale (1892)
- Sur la spontanéité des maladies infectieuses (1892)
- Tachycardie paroxystique au déclin de la septicémie puerpérale (1892)
- Oreillons et tuméfaction parotidienne dans la grippe (1892)
- Pneumonie cardiaque et pneumonie à foyers successifs (1892)
- La Spontanéité de la scarlatine (1892)
- Note sur l'épidémiologie du rhumatisme articulaire aigu (1892)
- La Scarlatine apyrétique (1893)
- Sur un cas de scarlatine puerpérale (1893)
- La Tuméfaction parotidienne dans la pneumonie (1893)
- La thérapeutique des vieux maîtres (1897)
- Le Dr Prosper Ménière, professeur agrégé à la Faculté, médecin en chef des sourds-muets... 1799-1862 (1898)
- La Valeur pronostique du gros foie cardiaque (1903)
- Les conflits de la science et des idées modernes (1905)
- Clinique thérapeutique du praticien (1907)
- Science et spiritualisme : la valeur de la science, l'âme et Dieu, le matérialisme, la psychologie du catholicisme (1907)
- Erreurs sociales et maladies morales (1909)
- La thérapeutique en vingt médicaments (1910)
- Les maladies des caractères (1912)
- La thérapeutique en vingt médicaments (1913)
- Vingt régimes alimentaires en clientèle (1913)
- Le traitement des maladies du cœur et de l'aorte en clientèle (1914)
- La Formation des caractères (1914)
- Formules d'expérience humaine..., les hommes... les savants... les institutions... les femmes (1919)
- Les villes éducatrices (1921)
- Le traitement médical des maladies des reins en clientèle (1921)
- Les pronostics du praticien en clientèle (1923)
- Les Défauts. Réactions de défense (1924)
- La Pratique thérapeutique en clientèle (1927)
- Les Maladies dans les assurances sur la vie (1930)
- Souvenirs d'un médecin de campagne (1934)
- Sainte-Beuve et Berlioz étudiants en médecine (1934)
- L'Hygiène des gens pressés (1934)
- Le Déséquilibre contemporain (1936)
- Petites notes sur l'instinct de conservation (1936)
- La Médecine du praticien et ses difficultés journalières (1942)
- À propos des ponctions-biopsies du foie... (1945)